# Jean le Rond d'Alembert
Jean le Rond d'Alembert (født 16. november 1717, Paris, død 29. oktober 1783, Paris) var en fransk matematiker, fysiker og filosof. Han var sammen med Denis Diderot hovedredaktør på Encyclopédie. D'Alemberts princip er opkaldt efter ham.
Han og Diderot (og Encyklopedien) var opført på Index librorum prohibitorum, den katolske kirkes indeks over forbudte bøger.

## Liv
Han var uægte søn af den bekendte fru de Tencin og en ingeniørofficer Destouches. Forældrene satte barnet ud, og det blev fundet ved kirken St Jean le Rond, efter hvilken det fik navn; d'Alembert er et senere antaget navn. Barnet var så svagt, at politiet ikke turde indlevere det på hittebørnshospitalet, men satte det i pleje hos en fattig kone. Med den mest rørende kærlighed hang d'Alembert ved denne plejemoder. Han boede i hendes tarvelige lejlighed, indtil hans læge tvang ham til at flytte. Han tog derefter i huset hos frk. de l’Epinasse, hans søsterlige veninde, og efter hendes død boede han i en embedsbolig i Palais du Louvre. Hans fader havde udsat en livrente for ham og sørgede for hans uddannelse.
Tidligt lagde hans store begavelse sig for dagen: allerede som ung advokat overrakte han 1739—40 videnskabernes akademi to afhandlinger (henholdsvis om faste legemers bevægelse i en væske og om integralregning), og året efter gjordes han til medlem af akademiet. Han skrev nu en række naturvidenskabelige arbejder. I Traité de dynamique (1743) opstillede han det efter ham opkaldte d'Alemberts princip. Dette går ud på, at man, når et system af forbundne materielle punkter sættes i bevægelse, kan reducere bevægelsens problem til et ligevægtsproblem. Senere gav Gauss dette princip en mere omfattende form. D'Alembert skrev endvidere Traité de l’équilibre et du mouvement des fluides (1745) og Réflexions sur la cause générale des vents (1746), der skaffede ham Berlin-akademiets pris og gjorde ham til dets medlem. Frederik den Store ville senere flere gange have ham udnævnt til akademiets præsident, hvad d'Alembert dog afslog; han stod kongen personligt nær, besøgte ham to gange og korresponderede med ham. I 1749 skrev han Recherches sur la précession des équinoxes et sur la nutation de l’axe de la terre, og i 1750’erne forfattede han en række vigtige astronomiske arbejder.

## Filosofi
Som filosof er d'Alembert mest kendt gennem sin indledning til den store franske encyklopædi, Discours préliminaire (1750), i hvilken han ville give en oversigt over samtlige videnskabers udvikling og indbyrdes stilling. I selve encyklopædien forfattede han de matematiske artikler, og endelig skrev han på Frederik den Store’s opfordring Essai sur les éléments de philosophie (1759). I sin filosofi er d'Alembert mest påvirket af Montaigne, Bacon og Locke. Han stod i væsentlige spørgsmål på den engelske empirismes grund. Som menneske og filosof minder han i meget om sin nære personlige ven, David Hume. Han var en forsigtig mand, og af angst for bryderier opgav han 1756 sit arbejde ved encyklopædien. Han var en skeptiker, men bevarede dog sin respekt for klar tanke og den fulde forståelse for den sikkerhed, der gør sig gældende i matematikken. Han skal have været en åben, elskværdig og munter natur. I et overordentligt smigrende brev bad Katharina 2. i 1762 d'Alembert om at være opdrager for hendes søn, men tilbuddet blev afslået. I 1779 skrev d'Alembert Éléments de musique théorique et practique suivant les principes de M. Rameau. I 1772 var han blevet det franske akademis sekretær, og efter Voltaire’s død betragtedes han som føreren for den franske oplysningsfilosofi.
Foruden nævnte arbejder udgav d'Alembert en række matematiske afhandlinger, Opuscules mathématiques (1761—80). Hans værker blev udgivne af Belin i 1821—22.